# Miramont-de-Guyenne
Miramont-de-Guyenne è un comune francese di 3 389 abitanti situato nel dipartimento del Lot e Garonna nella regione della Nuova Aquitania.

## Società

### Evoluzione demografica
Abitanti censiti